# Priscilla Lane
Priscilla Lane (rodným jménem Priscilla Mullicanová; 12. června 1915 – 4. dubna 1995) byla americká herečka a zpěvačka.

## Život

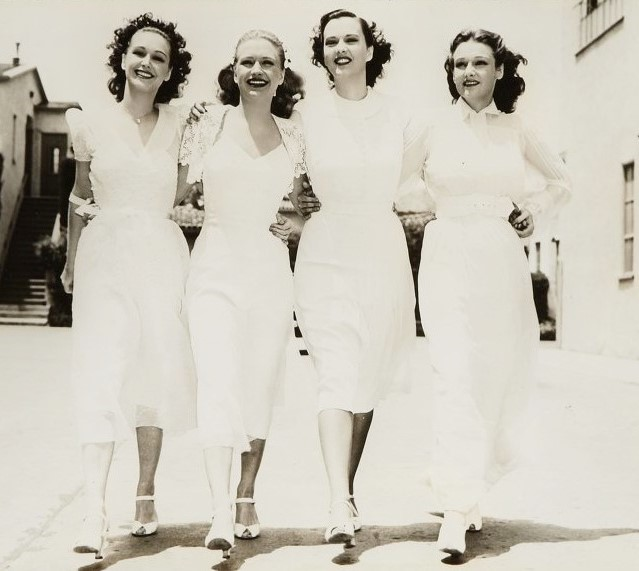
(zleva) Rosemary Lane, Priscilla Lane, Gale Pageová a Lola Lane na propagační fotografii z filmu Four Daughters (1938)

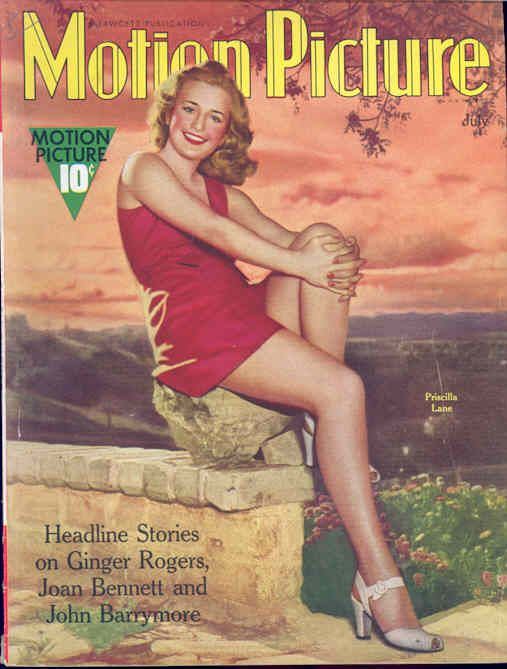
Priscilla Lane na obálce časopisu Motion Picture (červenec 1938)

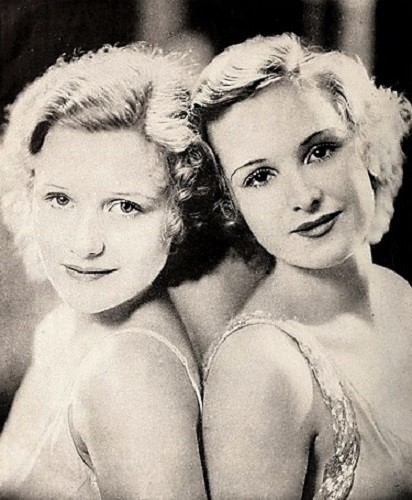
Priscilla (vlevo) se svou sestrou Rosemary (červen 1933)

### Mládí a kariéra
Narodila se 12. června 1915 ve městě Indianola ve státě Iowa jako nejmladší z pěti dcer zubaře Lorenza Mullicana a jeho manželky Cory Bell Mullicanové (rodným jménem Hicksová). Již od mládí se učila tanci u známé tanečnice Rose Lorenzové v Des Moines, kam každý víkend dojížděla i se svou sestrou Rosemary. V 15 letech absolvovala své první divadelní vystoupení v divadle Paramount v Des Moines, kde doprovázela svou sestru Lolu. Po vystudování střední školy Priscilla odcestovala do New Yorku za svou nejstarší sestrou Leotou, která působila v hudební revue na Manhattanu. Priscilla se přidala v revue ke své sestře a za její finanční podpory se také zapsala do herecké školy Feagin School of Dramatic Art.
Při jednom vystoupení ve školní divadelní hře udělala dojem na hledače talentů Ala Altmana od filmového studia Metro-Goldwyn-Mayer, který ji následně pozval na kamerové zkoušky. Za doprovodu své sestry se tam také setkala s budoucí hvězdou Katharine Hepburnovou i slavnou broadwayskou herečkou Margaret Sullavanovou. Po zkoušce jí však přišlo dopisem oznámení, že neuspěla (ani Hepburnová a Sullavanová však neuspěly). O rok později za svými dcerami přijela i jejich matka Cora s Rosemary, která na Priscillu i Rosemary začala tlačit, aby dál zkoušely štěstí. Přes žádného broadwayského producenta však neprošly. Při zkoušce v hudebním vydavatelství ale zapůsobily na hudebníka a slavného rádiového hlasatele Freda Waringa, který s nimi nakonec podepsal smlouvu. Z Priscilly udělal komičku a nechal ji také předvádět její taneční čísla a Rosemary ponechal zpěv. V témže roce se jejich rodiče rozvedli.
S Fredem Waringem zůstaly téměř pět let a v roce 1937 se s ním i celou jeho kapelou objevily v muzikálu Varsity Show v produkci studia Warner Bros. Před natáčením však musely obě sestry projít konkurzem a tentokrát uspěly. Priscilla dostala hlavní roli temperamentní studentky a Rosemary roli milenky Dicka Powella. V témže roce se vedení studia rozhodlo od Waringa odkoupit jejich smlouvu a obě sestry se studiu zavázaly sedmiletou smlouvou. Priscilliným druhým filmem se stalo romantické drama Men Are Such Fools (1938) s jehož představitelem hlavní role Waynem Morrisem začala brzy chodit. Téhož roku se společně objevili také v dramatu Love, Honor and Behave (1938). V úspěšném roce 1938 si společně se svými dvěma sestrami (Rosemary a Lolou) a Gale Pageovou zahrála i jednu ze čtyř sester v hudebním dramatu Four Daughters. V následujícím roce se čtveřice objevila v dalším snímku s názvem Daughters Courageous (1939) a poté ještě i ve filmech Four Wives a Four Mothers.
V roce 1938 byla pověřena i rolí ve filmové adaptaci úspěšné broadwayské hry Brother Rat, kde se objevila opět po boku Waynea Morrise, ale i nováčků jako Ronald Reagan, Jane Wymanová či Eddie Albert. S koncem 30. let se blýskla také v úspěšném akčním film-noiru Bouřlivá dvacátá léta (1939) s Jamesem Cagneyem, ale i přesto její kariéra neustále stagnovala. V roce 1940 na to zareagoval také britský časopis Picturegoer, který ve svém vydání z 15. června poukázal na omezování Priscilliny kariéry ze strany studia. Podle redaktorů nebyla naprosto skvělá herečka, ale rozhodně si zasloužila důležitější role i filmy a věřili, že by se z ní mohla stát i největší hvězda studia. O dva roky později se k její kariéře stejný časopis vyjádřil znovu, ale tehdy netušili, že Priscilla studio již opustila.

Mezi její významnější snímky z první poloviny 40. let patří například romantická komedie Million Dollar Baby (1941) či melodrama Blues in the Night (1941), po kterém po vzájemné dohodě studio opustila. Jako herečka na volné noze se dále objevila ve válečném thrilleru Sabotér (1942) režiséra Alfreda Hitchcocka pro Universal Pictures. Poté však s filmování téměř přestala a do konce dekády natočila sotva jeden snímek ročně. Po snímku Bodyguard (1948) prohlásila:
„Dokud jsem se nevrátila ani jsem si neuvědomovala, jak moc mi natáčení chybí. Miluji tuto práci a doufám, že udělám mnoho, mnoho dalších snímků.“
Poté, co zjistila, že ji studio RKO Pictures nakonec nepřijme, s herectvím nadobro skončila. V roce 1958 se do showbyznysu na krátkou dobu vrátila se svou vlastní show s názvem The Priscilla Lane Show, kde vedla rozhovory s ostatními celebritami, ale kvůli své rodině byla po roce donucena skončit.

### Osobní život
Na konci 30. let chodila se scenáristou a asistentem režie Orenem W. Haglundem, se kterým 14. ledna 1939 utekla do Yumy v Arizoně, kde se vzali. Brzy po svatbě se však rozešli a o dva roky později se rozvedli. Jen měsíc poté oznámila její matka její zasnoubení s vydavatelem novin Johnem Barrym, kterého potkala již v roce 1939. V roce 1942 své zasnoubení nakonec zrušila, neboť se seznámila s 27letým poručíkem armádního letectva Josephem Howardem. Vzali se 22. května 1942 v Las Vegas a dne 31. prosince 1945 se jim narodil první syn Joseph Lawrence. Po zbytek 40. let se často stěhovali, a nakonec se usadili v Howardově rodném státě Massachusetts, kde společně vychovali i další tři děti.
Dne 18. května 1976 však Howard náhle zemřel a jako letecký záložník byl pohřben se všemi vojenskými poctami. Zdrcené Priscille byla v roce 1994 diagnostikována rakovina plic, a tak se přestěhovala do domu s pečovatelskou službou v Andoveru, kde o rok později nakonec zemřela. Bylo jí 79 let a byla pochována vedle svého manžela.

## Filmografie

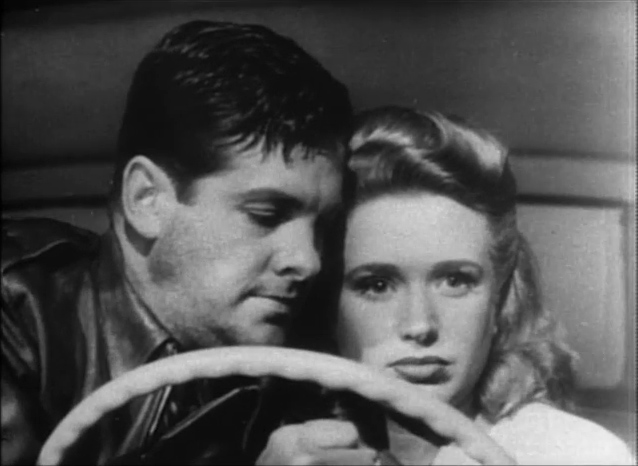
S Robertem Cummingsem ve filmu Sabotér (1942)

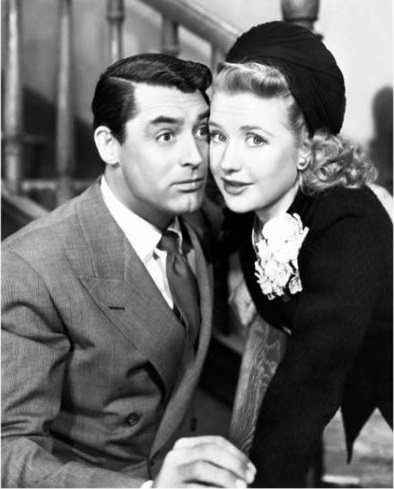
S Carym Grantem ve filmu Jezinky a Bezinky (1944).

- 1937 Varsity Show (režie William Keighley)
- 1938 Love, Honor and Behave (režie Stanley Logan)
- 1938 Men Are Such Fools (režie Busby Berkeley)
- 1938 Cowboy from Brooklyn (režie Lloyd Bacon)
- 1938 Four Daughters (režie Michael Curtiz)
- 1938 Brother Rat (režie William Keighley)
- 1938 Swingtime in the Movies (režie Crane Wilbur, krátkometrážní)
- 1939 Yes, My Darling Daughter (režie William Keighley)
- 1939 Daughters Courageous (režie Michael Curtiz)
- 1939 Dust Be My Destiny (režie Lewis Seiler)
- 1939 Bouřlivá dvacátá léta (režie Raoul Walsh)
- 1939 Four Wives (režie Michael Curtiz)
- 1940 Brother Rat and a Baby (režie Ray Enright)
- 1940 Three Cheers for the Irish (režie Lloyd Bacon)
- 1941 Four Mothers (režie William Keighley)
- 1941 Million Dollar Baby (režie Curtis Bernhardt)
- 1941 Blues in the Night (režie Anatole Litvak)
- 1942 Sabotér (režie Alfred Hitchcock)
- 1942 'Silver Queen (režie Lloyd Bacon)
- 1943 The Meanest Man in the World (režie Sidney Lanfield)
- 1944 Jezinky a bezinky (režie Frank Capra)
- 1947 'Fun on a Week-End' (režie Andrew L. Stone)
- 1948 Bodyguard (režie Richard Fleischer)